# Land- und Stadtgericht Patschkau

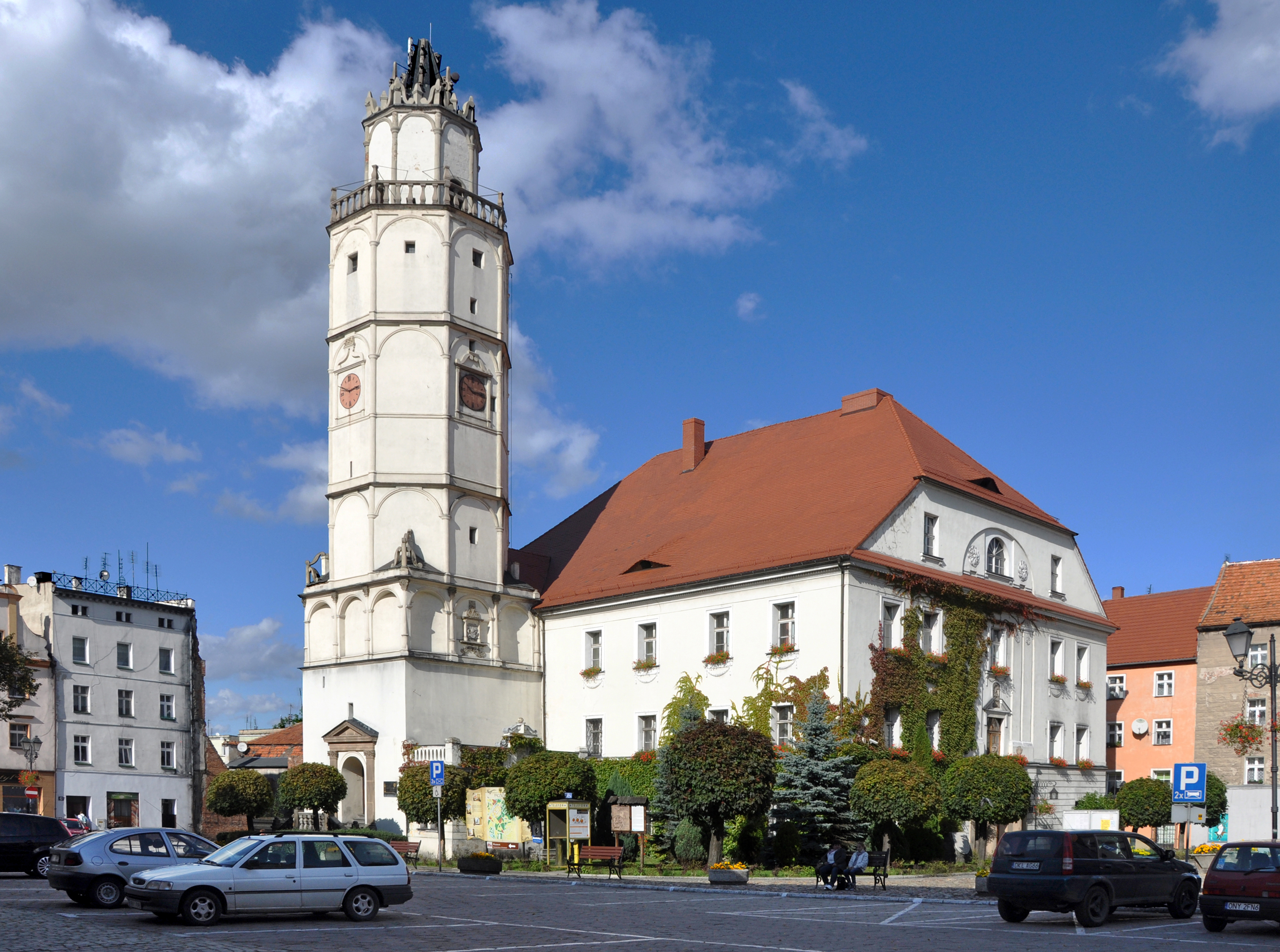
Rathaus, Sitz des Gerichtes

Das Land- und Stadtgericht Patschkau war ein preußisches Land- und Stadtgericht mit Sitz in Patschkau.

## Geschichte
Mit der preußischen Städteordnung von 1808 verloren die Magistrate ihre Funktion als Eingangsgerichte und es wurden staatliche Stadtgerichte eingerichtet. Nach dem Ende der Befreiungskriege wurden die staatlichen Gerichte (Stadtgerichte und Justizämter) zu Land- und Stadtgerichten zusammengefasst. In Patschkau entstand so das Land- und Stadtgericht Patschkau. Zuständiges Oberlandesgericht war das Oberlandesgericht Ratibor.
Sein Sprengel umfasste die Stadt Patschkau mit 3294 Einwohnern (1837) und 4 Ortschaften mit 3346 Einwohnern, also zusammen 6640 Gerichtseingesessene. Die Ortschaften waren Camitz, Nieder-Gostitz, Heinersdorf und Alt-Patschkau.
Am Gericht waren ein Land- und Stadtrichter, zwei Subalterne und ein Unterbeamter beschäftigt. Es handelte sich um ein Gericht 2. Klasse, d. h. da das Gericht weniger als drei Richter hatte, konnten diese nicht als Spruchkörper gemeinsam Beschlüsse fassen.
Das Gericht hatte seinen Sitz im Rathaus und nutzte das städtische Gefängnis.
1849 wurden einheitlich Kreisgerichte gebildet. In Patschkau entstand so die Gerichtskommission Patschkau des Kreisgerichts Neisse.